# 이유석 (1985년)
이유석(1985년 10월 1일 ~ )은 대한민국의 전직 스타크래프트 프로게이머이다. 종족은 프로토스이며, 아이디는 Final이다.
2005년 하반기 드래프트에서 Plus(현 화승 OZ)의 3차 지명으로 입단하였다.
2008년 10월 공식적으로 은퇴가 공시되었다.

## 수상 경력
- 2005년 8월 제14회 커리지 매치 입상